# Granja Soldevila
Granja Soldevila és una construcció característica del modernisme menor de principis del segle xx i un dels edificis nobles més reeixits de Santa Perpètua de Mogoda (Vallès Occidental). És una obra protegida com a bé cultural d'interès local. S'hi han instal·lat uns serveis municipals com Ràdio Santa Perpètua, i els departaments de Cultura, Educació i Promoció Econòmica de l'ajuntament.
La propietat que ara coneixem com a Granja Soldevila té el seu origen, a les darreries del segle xi i principis del segle xii. A aquest mas se li coneixen diferents noms que s'identifiquen amb els diversos propietaris que ha tingut el llarg dels segles. Des de la construcció, els mas ha tingut molts noms: mas Perera, mas Bruguera, mas Granollachs fins a torre d'en Bru.

## Descripció
La granja Soldevila està formada per un bloc central de planta rectangular (17 x 23m) amb tres crugies, consta d'una planta baixa, dues plantes pis i una torre amb dos nivells més. Al vessant oest hi ha un cos de galeria que li dona un aire colonial. Disposa d'una porxada destinada a magatzem adossada a la façana posterior nord al nivell semisoterrani, i al vessant oest hi ha un altre edifici de tres plantes i una sola crugia que conté l'antiga capella i l'antic habitatge dels porters.
L'estructura de suport correspon a parets de càrrega de totxo massís i bigues metàl·liques o de fusta amb revoltons ceràmics segons la dependència. A la planta soterrani els forjats són de volta de canó. La coberta combina zones de terrat accessible amb les de coberta inclinada, amb remats de teula ceràmica vitrificada. L'edifici principal té terrat accessible, pel que fa a la crugia central, mentre que les cobertes de les crugies laterals són inclinades a una sola vessant.

### Modificacions
A principis de segle xx, la família Soldevila farà algunes modificacions en l'edifici. S'aixeca el segon pis i la torre del cos principal, així com la capella. Van redistribuir els espais interiors i van refer parets, sostres i paviments. El segon pis es va enlairar per fer-hi una gran sala per a celebracions, la sala Sant Isidre, amb la representació d'aquest sant en les pintures murals.
La construcció de la torre que dobla l'alçada de l'edifici també té un significat simbòlic, vol mostrar el poder econòmic i de domini sobre la propietat. Des de la torre, oberta als quatre vents i coronada per un terrat accessible, la vista pot arribar fins al límit de la finca en qualsevol direcció. En sentit invers, la seva alçada i singularitat permeten, des de qualsevol punt dels camps, tenir consciència d'on és el centre de la propietat. Pel que fa als espais interiors també han patit modificacions al llarg del temps segons els usos que ha anat tenint la casa.

### Materials
La jerarquia de les estances queda palesa pels materials emprats: paviments hidràulics o de gres, arrambadors ceràmics, esgrafiats a les parets i motllures de guix als sostres. Per exemple, la sala de billar i altres espais nobles van ser guarnits per paviments de la marca Escofet Tejera. El disseny dels arrambadors s'atribueix a Lluís Domènech i Montaner i van ser fets per la fàbrica Pujol i Bausis. El disseny del paviment la capella és d'Antoni Ma. Gallissà, col·laborador de Domènech i Montaner. També hi ha elements dissenyats pel mestre ceramista Lluís Bru.

### Elements
La casa modernista estava envoltada per instal·lacions de l'explotació ramadera i avícola. Una d'aquestes dependències és la vaqueria i cambres auxiliars, en el soterrani s'hi elaboraven els derivats de la llet. D'una capacitat per a trenta vaques es va passar a cent cinquanta.
Posteriorment es va afegir el galliner que estava comunicat amb l'edifici antic. Alguns d'aquests edificis auxiliars han estat enderrocats. Entre d'altres instal·lacions a la granja Soldevila hi ha un institut d'ensenyament secundari, l'escola de música i dansa, la biblioteca ...
Al llarg del temps s'han hagut de fer diferents obres de rehabilitació. Les bigues de la coberta havien estat atacades pels xilòfags. Destaca la recuperació, l'any 2010, del bosc de la granja, que fou plantat entre 1880 i 1890 a tocar de la masia, i que havia sofert un procés de deteriorament. El que abans quedava als afores ara fa funció de parc al centre de la població.
La creació del bosc de la Granja Soldevila té una voluntat estètica, científica i didàctica, però no era la intenció majoritària. Al bosc hi predominen el pi blanc i el pi pinyer amb varietats de xiprers i cedres, alguns molt antics. El Bosc de la Granja Soldevila no ha sofert un procés d'explotació. Això li confereix un valor afegit molt interessant.

## Història

### Origen
La granja Soldevila té els seus orígens a finals del segle xi i principis del segle xii. Al llarg del temps ha rebut diferents noms: mas Parera, mas Bruguera, mas Granollachs i torre d'en Bru.

### Seglexix
L'any 1874, Pere Soldevila, empresari tèxtil de Barcelona, comprà la casa amb 40 hectàrees de terreny. Dos anys més tard moria i deixava com a hereu el seu fill Lluís. Fou, però la seva mare qui s'ocupà de tirar endavant la indústria agroalimentària basada en l'elaboració de làctics. La família Soldevila, importà d'Europa les innovacions tecnològiques més avançades i feu aportacions molt importants al sector lleter. Es produïen ous, mantega i formatges que es distribuïen amb la marca comercial Granja Soldevila, registrada l'any 1892.
Les instal·lacions del negoci van créixer amb l'obertura d'una granja a Olot i un centre de recollida i pasteurització de llet a Vic. La granja Soldevila tenia molt treballadors, alguns dels quals vivien a les mateixes instal·lacions i també tenien cura de la casa i jardí dels propietaris. El mes de juny de 1897, patentaven la invenció d'un “procedimiento para la preparación de la Leche de animales a fin de hacerla semejante a la de la mujer”, és a dir, un procediment per a la preparació de la llet maternitzada. Amb la marca comercial de Granja Soldevila registrada des del 1893 s'obren al llarg d'aquells anys diversos establiments a Barcelona que distribuiran part dels productes produïts a Santa Perpètua de Mogoda.

### Segle XX
L'any 1911, la família Soldevila s'estableix a Santa Perpètua de Mogoda i al cap d'uns anys i diverses reformes van instal·lar una indústria de preparació i distribució de productes làctics. Industrials emprenedors i amb gran visió de futur, els Soldevila importaren d'Europa la més innovadora tecnologia i feren aportacions molt importants al sector lleter.
Els Soldevila transformaren la masia en una residència d'estil modernista a finals dels anys vint. El poder econòmic d'aquesta família queda ben pales en l'ornamentació modernista: les llars de foc de marbre, els arrambadors de ceràmica, els vitralls i treballs de forja a les baranes.
Durant la Guerra Civil la granja fou col·lectivitzada i rebatejada amb el nom de granja Germinal del Vallès. Es va utilitzar per concentrar totes les vaques del Vallès. La fresquera dels formatges es va usar com a refugi. Al final de la guerra la família Soldevila recupera la propietat. El negoci tingué dificultats per remuntar després de la guerra a causa de la competència de la multinacional Nestlé i la pèrdua dels seus magatzems de sucre a Olot.
Als anys setanta el govern franquista promou el Pla de Santa Maria de Gallecs que incloïa els termes municipals de: Santa Perpètua de Mogoda, Mollet del Vallès, Parets del Vallès, Palau-solità i Plegamans i Montcada, amb la intenció de construir una macrociutat dormitori. El govern expropia de manera forçosa la granja tot i que aquesta no formava part del terme històric de Gallecs.
El pla de Santa Maria de Gallecs no tirà en davant i amb la instauració de la Generalitat la granja quedà a càrrec de l'Institut Català del Sòl. L'any 1985, l'INCASOL, cedeix la granja Soldevila a l'Ajuntament de Santa Perpètua de Mogoda per a usos propis.
Actualment la Granja Soldevila acull diversos serveis municipals com la Regidoria de Cultura, la Regidoria de Promoció Econòmica i Ràdio Santa Perpètua. També s'ha convertit en el centre cultural de Santa Perpètua de Mogoda on s'apleguen l'Escola de Música i Dansa, l'Espai de les Arts, el Museu Municipal, les sales d'exposicions i la Biblioteca Josep Jardí.